# Partula producta
Partula producta foi uma espécie de gastrópodes da família Partulidae.
Foi endémica da Polinésia Francesa.